# Jan Bedřich Hess
Jan Bedřich Hess, celým jménem Jan Bedřich Hess z Hessic (von Hessitz) (asi 1622 Most – 1673 Praha), patří k významným pražským malířům činným v druhé třetině 17. století, svou tvorbou dotvářel charakter raně barokního malířství v Čechách.

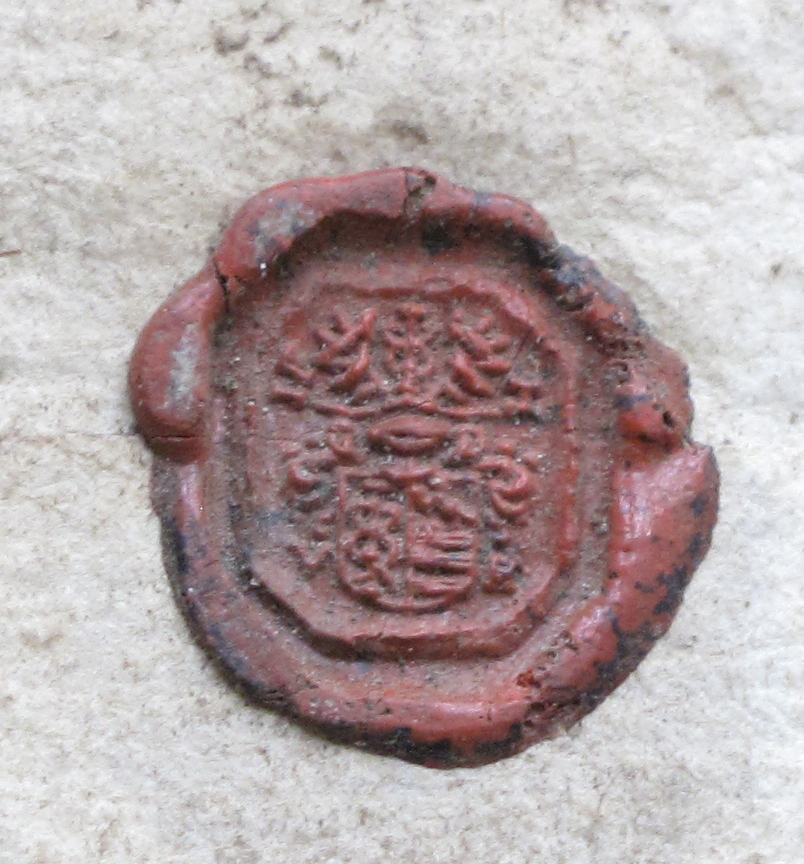
Pečeť Jana Bedřicha Hesse z Hessic

## Život
Jan Bedřich Hess se narodil nejspíš roku 1622 v měšťanské rodině v severočeském Mostu. Vstoupil do učení k malostranskému malíři Matyáši Mayerovi († 1647) a za tovaryše byl prohlášen roku 1641. Členství ve sdruženém cechu staroměstských a malostranských malířů se dlouhodobě vzpíral, až do smrti svého učitele na podzim roku 1647 působil v jeho dílně, poté získal od panovníka dvorskou svobodu (Hoffreiheit), která mu krátkodobě zaručovala nezávislou uměleckou živnost. V roce 1650 se oženil s o deset let starší zámožnou vdovou, a získal tak měšťanské právo na Malé Straně. Cechovním mistrem se stal v roce 1652 a nejpozději od roku 1661 je souběžně doložen ve funkci dvorského malíře na Pražském hradě. Od dvorského stavebního úřadu (Hofbauamt) většinou přijímal triviální úkoly, mimo jiné také restauroval obrazy v císařské obrazárně.

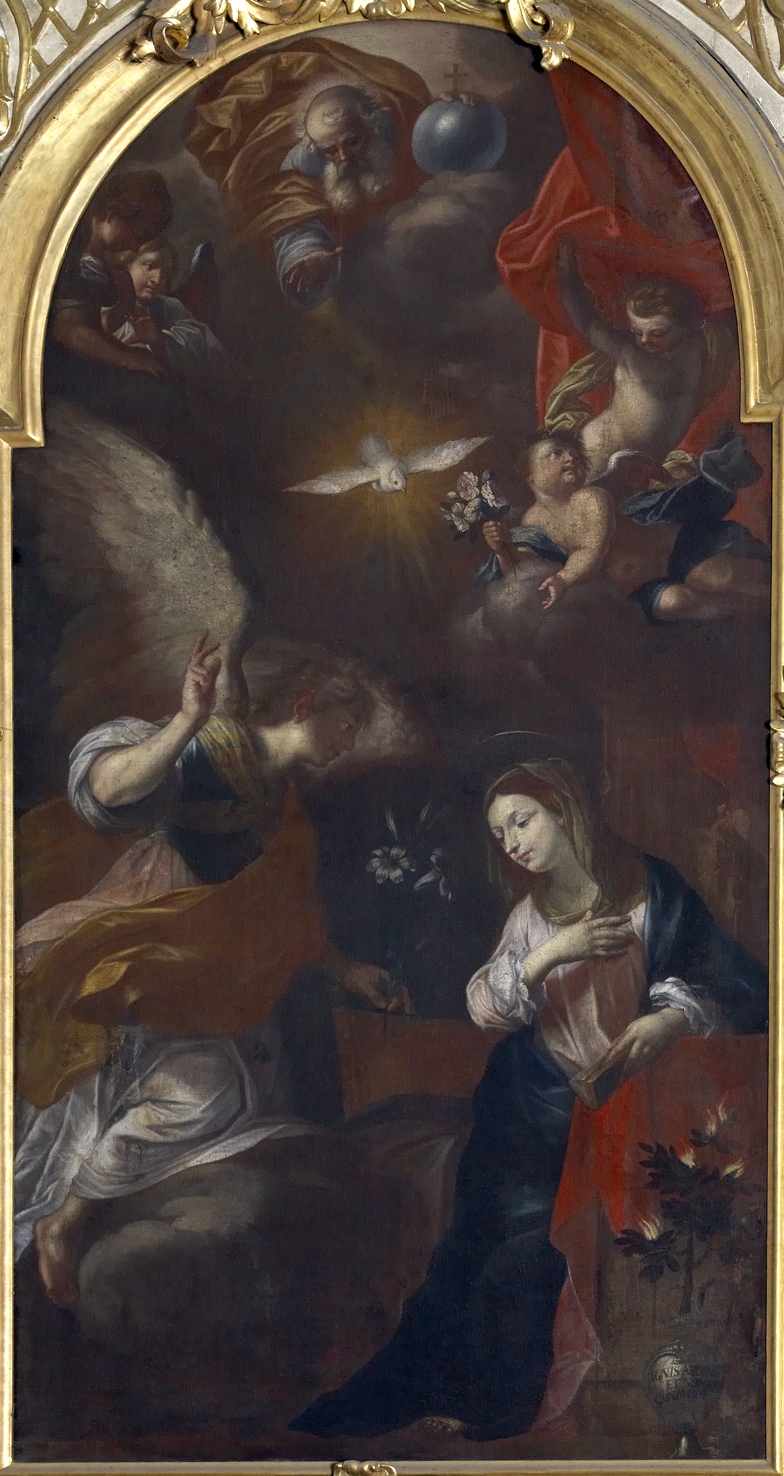
Jan Bedřich Hess, Zvěstování Panně Marii, 1664 Stará Boleslav, poutní kostel Nanebevzetí Panny Marie, Černínská kaple

## Dílo
Jeho dílo známe především z oltářních obrazů, které se dochovaly v Praze i na venkově (poutní kostel ve Staré Boleslavi, kartouza Valdice respektive kostel Narození P. Marie v Popovicích u Jičína, benediktinský klášter Broumov), velmi činným byl jako inventor grafiky, jeho nejlepší kresebné návrhy, podle kterých přední augsburští rytci ryli univerzitní teze, snesou srovnání s pracemi Karla Škréty. Hessův malířský projev má ke Škrétovi ostatně velmi blízko, a to přestože nebyl jeho žákem a sám vedl samostatnou malířskou dílnu. Spřízněnost se projevuje v podobnosti malířského rukopisu, kladoucího důraz na světelné kvality malby a barevnost vycházející z bolusového základu, i v kompoziční invenci. Nehledě na to, dochované práce dokládají značnou kultivovanost a tvůrčí jistotu.

## Galerie

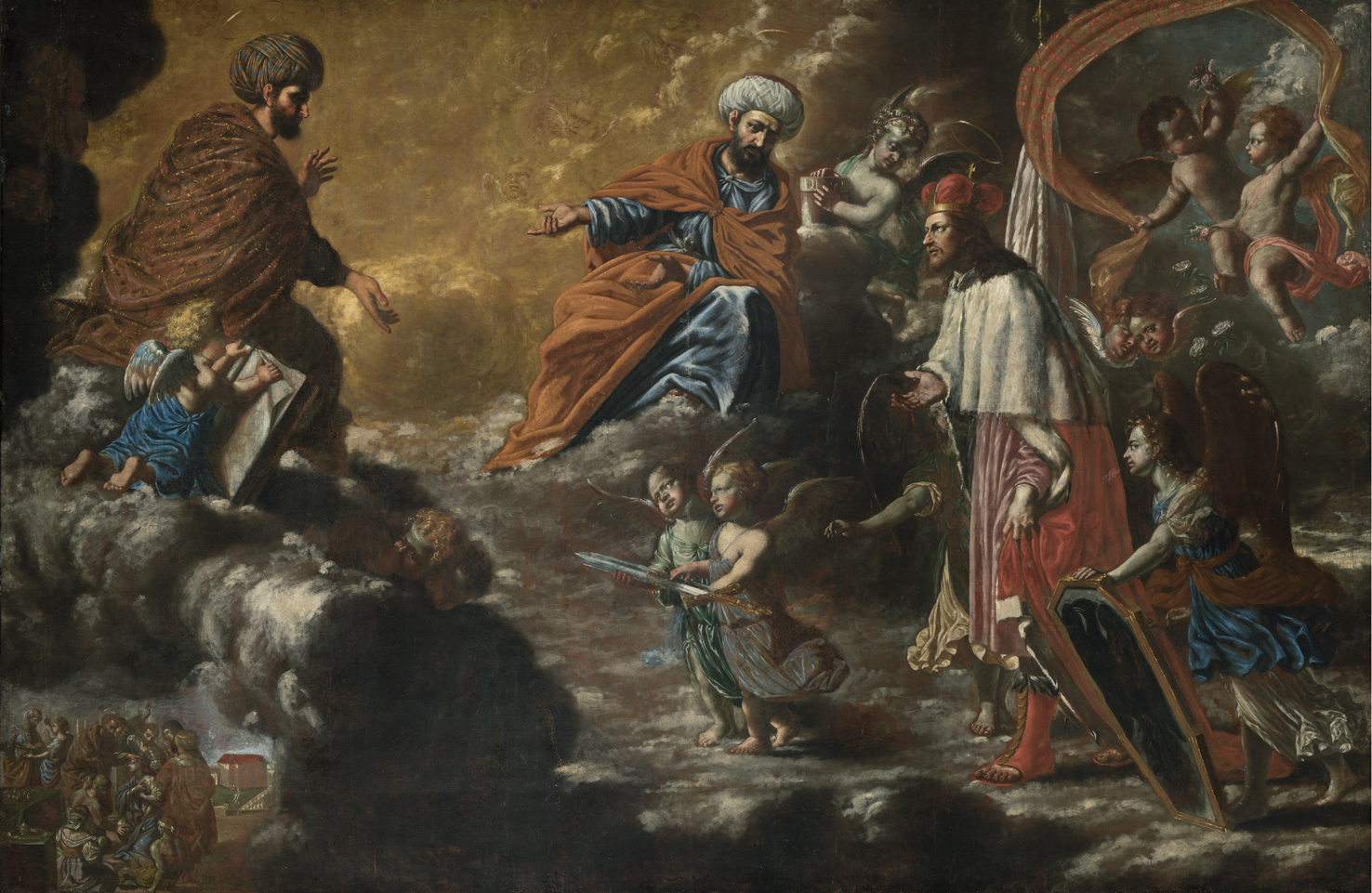
Jan Bedřich Hess, Svatí Kosma a Damián přijímají hold od svatého Václava, nejspíš počátek šedesátých let 17. století, Praha, Karlova univerzita
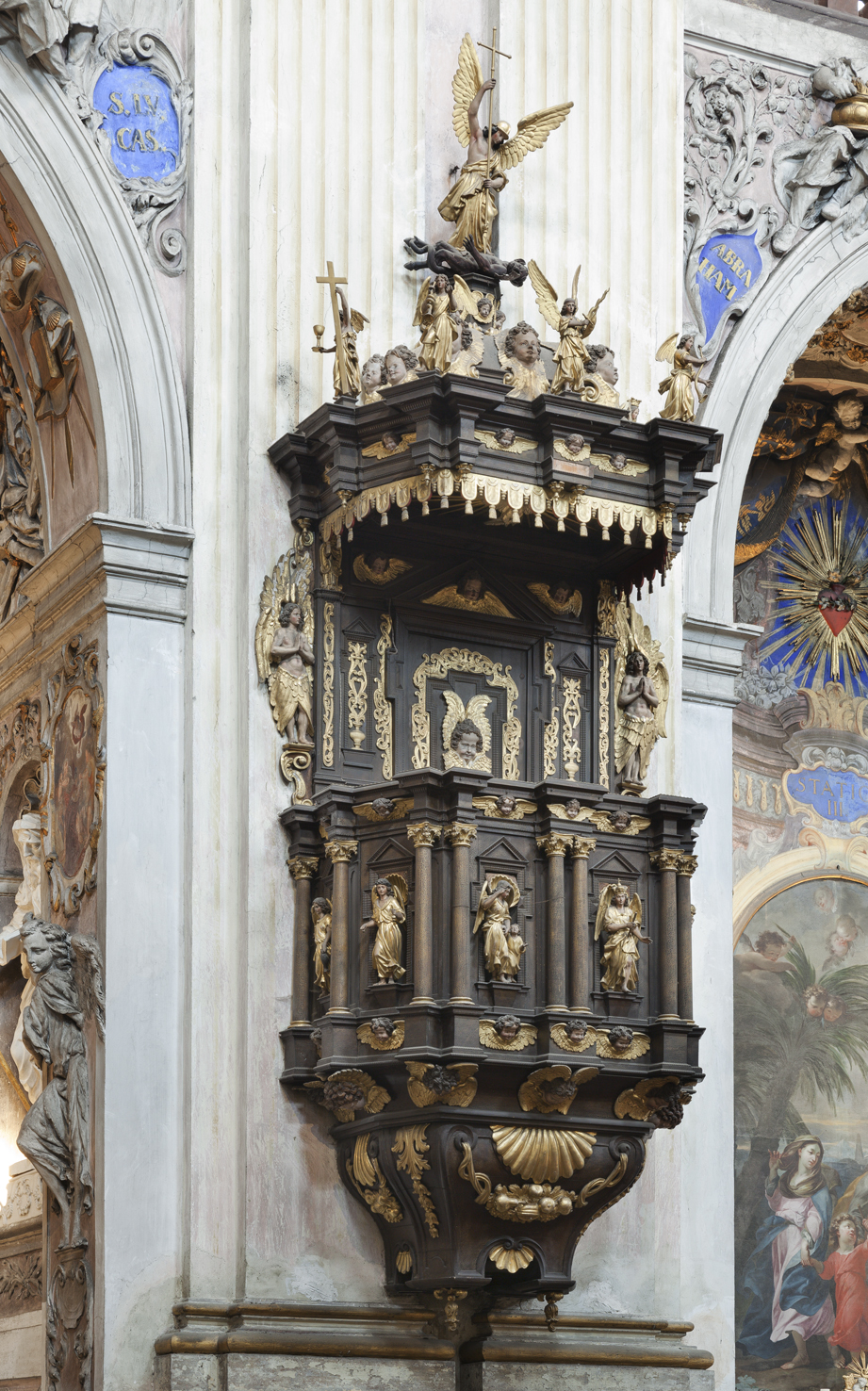
Kazatelna v klášterním kostele sv. Vojtěcha v Broumově, 1671–1672